# Geogarypus
Genre
Synonymes
- Indogarypus Beier, 1957

Geogarypus est un genre de pseudoscorpions de la famille des Geogarypidae.

## Distribution
Les espèces de ce genre se rencontrent en Afrique, en Asie, en Amérique du Sud, en Océanie, en Europe du Sud et aux Antilles.

## Liste des espèces
Selon Pseudoscorpions of the World (version 3.0) :
- Geogarypus albus Beier, 1963
- Geogarypus amazonicus Mahnert, 1979
- Geogarypus angulatus Chamberlin, 1930
- Geogarypus asiaticus Murthy & Ananthakrishnan, 1977
- Geogarypus azerbaidzhanicus Dashdamirov, 1993
- Geogarypus bucculentus Beier, 1955
- Geogarypus canariensis (Tullgren, 1900)
- Geogarypus ceylonicus Beier, 1973
- Geogarypus connatus Harvey, 1986
- Geogarypus continentalis (Redikorzev, 1934)
- Geogarypus cuyabanus (Balzan, 1887)
- Geogarypus elegans (With, 1906)
- Geogarypus exochus Harvey, 1986
- Geogarypus fiebrigi Beier, 1931
- Geogarypus formosus (Mello-Leitão, 1937)
- Geogarypus globulus Sivaraman, 1980
- Geogarypus granulatus Murthy & Ananthakrishnan, 1977
- Geogarypus heterodentatus Murthy & Ananthakrishnan, 1977
- Geogarypus hungaricus (Tömösváry, 1882)
- Geogarypus incertus Caporiacco, 1947
- Geogarypus irrugatus (Simon, 1899)
- Geogarypus longidigitatus (Rainbow, 1897)
- Geogarypus maculatus (With, 1907)
- Geogarypus maroccanus Beier, 1961
- Geogarypus minor (L. Koch, 1873)
- Geogarypus mirei Heurtault, 1970
- Geogarypus nepalensis Beier, 1974
- Geogarypus ocellatus Mahnert, 1978
- Geogarypus olivaceus (Tullgren, 1907)
- Geogarypus palauanus Beier, 1957
- Geogarypus paraguayanus Beier, 1931
- Geogarypus pisinnus Harvey, 1986
- Geogarypus pulcher Beier, 1963
- Geogarypus pustulatus Beier, 1959
- Geogarypus quadrimaculatus Mahnert, 2007
- Geogarypus rhantus Harvey, 1981
- Geogarypus sagittatus Beier, 1965
- Geogarypus shulovi Beier, 1963
- Geogarypus taylori Harvey, 1986
- Geogarypus tenuis Chamberlin, 1930
- † Geogarypus gorskii Henderickx, 2005
- † Geogarypus macrodactylus Beier, 1937
- † Geogarypus major Beier, 1937

et décrites ou placées depuis :
- Geogarypus deceptor Neethling & Haddad, 2017
- Geogarypus facetus Cullen & Harvey, 2021
- Geogarypus flavus (Beier, 1947)
- Geogarypus gollumi Bedoya-Roqueme, Tizo-Pedroso, Barbier & Lira, 2023
- Geogarypus harveyi Nassirkhani, 2014
- Geogarypus indicus (Beier, 1930)
- Geogarypus italicus Gardini, Galli & Zinni, 2017
- Geogarypus klarae Novak & Harvey, 2018
- Geogarypus liomendontus Neethling & Haddad, 2017
- Geogarypus modjadji Neethling & Haddad, 2017
- Geogarypus muchmorei Novak & Harvey, 2018
- Geogarypus octoramosus Neethling & Haddad, 2017
- Geogarypus plusculus Cullen & Harvey, 2021
- Geogarypus tectomaculatus Neethling & Haddad, 2017
- Geogarypus variaspinosus Neethling & Haddad, 2017

Geogarypus nigrimanus a été placée en synonymie avec Geogarypus minor par Gardini, Galli et Zinni en 2017.
Geogarypus minutus, Geogarypus purcelli, Geogarypus robustus et Geogarypus triangularis ont été placées dans le genre Afrogarypus par Neethling et Haddad en 2017.

## Systématique et taxinomie
Ce genre a été décrit par Chamberlin en 1930 dans les Garypidae. Il est placé dans les Geogarypidae par Harvey en 1986.
Indogarypus a été placé en synonymie par Novák et Harvey en 2019.

## Publication originale
- Chamberlin, 1930 : « A synoptic classification of the false scorpions or chela-spinners, with a report on a cosmopolitan collection of the same. Part II. The Diplosphyronida (Arachnida-Chelonethida). » Annals and Magazine of Natural History, sér. 10, vol. 5, p. 1-48 & 585-620.